# تپه نور محمد
تپه نور محمد مربوط به عصر مس و سنگ - سده‌های اولیه دوران‌های تاریخی پس از اسلام است و در شهرستان سرپل ذهاب، بخش مرکزی، دهستان بشیوه پاتاق، ۵۰۰ متری شمال شرق روستای جلالوندعلیا واقع شده و این اثر در تاریخ ۲۷ اسفند ۱۳۸۷ با شمارهٔ ثبت ۲۶۴۵۱ به‌عنوان یکی از آثار ملی ایران به ثبت رسیده است.